# Phan Đình Thực
Phan Đình Trực tên thật là Phan Đình Thực là văn thần sống vào đời Tự Đức (1829–1883), quê ở xã Võ Liệt, huyện Thanh Chương, tỉnh Nghệ An.

## Tiểu sử
Năm Tân Hợi (1851), ông đỗ phó bảng, làm đến Biện lý bộ Hình, thăng Hồng lô thiếu khanh rồi bị cách chức. Ông có sửa bản Đại Nam Quốc sử diễn ca do Lê Ngô Cát soạn, Phạm Đình Toái và Phạm Xuân Quế sửa đổi, bổ sung.

## Tác phẩm
Tam Thanh thi văn tập
Ký Trai thi văn tập
Văn uyển thư
Các tác phẩm của ông hầu hết đã thất lạc